# Vladimir Ivanovitch Medeïko
Vladimir Ivanovitch Medeïko (en russe: Владимир Иванович Медейко), né le 29 novembre 1915 à Pétrograd et mort le 6 novembre 2000 à Saint-Pétersbourg, est un ingénieur soviétique, spécialiste des travaux souterrains, décoré du titre honorifique de Constructeur émérite de la RSFSR,. Il a été ingénieur en chef, puis directeur de l’Institut Metrogiprotrans de Léningrad (anciennement Metropoïekt), établissement majeur dans le domaine de la conception de tunnels ferroviaires et de métros,.
Il participe à la conception de tunnels en URSS (notamment pour la Ligne principale Baïkal-Amour) ainsi qu’à l’étranger, notamment en Syrie, au Liban et dans plusieurs pays du Pacte de Varsovie.

## Biographie

### Jeunesse et formation
Vladimir Medeïko naît à Pétrograd en 1915. Il commence sa carrière comme apprenti tourneur dans une école professionnelle liée à l’usine Sverdlov (1931–1933), puis travaille comme mécanicien-assembleur à l’usine optico-mécanique de l’OGPU (1933–1935).
En 1935, il entre à la faculté ouvrière de l’Institut électromécanique de Léningrad, puis poursuit ses études à l’Institut polytechnique de Léningrad, spécialité «Exploitation de l’énergie hydraulique», où il obtient son diplôme d’ingénieur hydraulicien en juin 1941.

### Service militaire
Pendant la Seconde Guerre mondiale, il est formé à l’école de défense antiaérienne de la marine (1941–1942), puis sert comme commandant de compagnie dans des bataillons de mitrailleuses (317e et 318e), puis comme commandant de batterie d’artillerie antiaérienne jusqu’en 1947. Il prend part à la défense de Leningrad, d’Oranienbaum et termine la guerre en Allemagne.
Il est décoré de la médaille «Pour la défense de Léningrad» (1942), de la médaille «Pour la victoire sur l’Allemagne» (1945), ainsi que de l’ordre de l’Étoile rouge et de la médaille «Pour la vaillance».

### Carrière d’ingénieur
Après sa démobilisation, Vladimir Medeïko entre à l’Institut Metropoïekt de Léningrad, où il travaille pendant trois décennies (1947–1977),. Il y gravit tous les échelons:
- 1947–1949: ingénieur au département de conception.
- 1949–1950: ingénieur principal dans le département technique.
- 1950–1952: ingénieur en chef des projets d’ouvrages spéciaux.
- 1952–1953: chef du département de conception.
- 1953–1954: chef intérimaire et ingénieur en chef par intérim.
- 1954–1955: directeur du projet.
- 1955–1969: ingénieur en chef.
- 1969–1977: directeur de l’institut.

En 1977, l’institut devient Lenmetrogiprotrans, qu’il dirige jusqu’en 1981. Il reçoit cette même année le titre de Constructeur émérite de la RSFSR.
De 1981 à 1991, il travaille comme ingénieur au département technique du métro de Léningrad.

### Réalisations majeures
Sous sa direction ou avec sa participation, sont conçus notamment:
- les lignes du métro de Léningrad;
- les tunnels ferroviaires des lignes Stalinsk–Abakan et Abakan–Taïchet;
- les tunnels Baïkalski et Severomuïski de la Ligne principale Baïkal-Amour;
- des tunnels en Syrie et au Liban;
- un tunnel routier sous le canal maritime de Léningrad;
- des ouvrages pour l'entreprise «Apatit» et le complexe d'enrichissement de Korchounovski.

Il cesse ses activités en raison d’un AVC.

## Distinctions
- Ordre de l’Étoile rouge
- Ordre du Drapeau rouge du Travail
- Médaille «Pour la vaillance»[7],[8]
- Médaille «Pour la défense de Léningrad»[8]
- Médaille «Pour la victoire sur l'Allemagne dans la Grande Guerre patriotique»[8]
- Médaille du travail en l’honneur du centenaire de la naissance de Lénine
- Médaille «Vétéran du travail»
- Médaille du 50e anniversaire des Forces armées soviétiques
- Autres médailles commémoratives de la Seconde Guerre mondiale
- Titre de Constructeur émérite de la RSFSR[1]

## Vie privée
Il est le père de trois enfants:
- Igor (né en 1942), spécialiste en sismique et directeur de télévision à Narian-Mar[9],[10].
- Irina (née en 1946), docteur en sciences techniques, experte en géotechnique.
- Vladimir (né en 1975), ancien directeur du chapitre russe de Wikimedia (2008–2023), exclu en 2023[11] pour avoir fondé une encyclopédie alternative nommée «RUWIKI»[12].

1. 1 2 3  (ru) В.И. Медейко // Энциклопедия железнодорожного строительства,‎ 2002 (lire en ligne), p. 188
2. ↑  (ru) «ОАО Научно-исследовательский проектно-изыскательский институт Ленметрогипротранс — 60 лет»,‎ 2006 (lire en ligne), p. 21
3. ↑  (ru) Метро сегодня и завтра, «Ленинградская правда»,‎ 1970
4. ↑  (ru) Новые трассы метро, «Ленинградская правда»,‎ 1980 (lire en ligne)
5. 1 2  В.И. Медейко // «ОАО Научно-исследовательский проектно-изыскательский институт Ленметрогипротранс — 60 лет»,‎ 2006 (lire en ligne), p. 5
6. ↑  В.И. Медейко // Энциклопедия железнодорожного строительства,‎ 2002, p. 189
7. ↑  (ru) « Награды Владимира Медейко » , sur Память народа,‎ 24 mai 2023 (consulté le 22 avril 2025)
8. 1 2 3  (ru) « Героев помним имена » , sur Ленметрогипротранс,‎ 9 mai 2022 (consulté le 22 avril 2025)
9. ↑  (ru) « Игорь Медейко, человек-легенда » , sur Общественно-политическая газета Ненецкого автономного округа «Няръяна вындер»,‎ 7 juin 2022 (consulté le 22 avril 2025)
10. ↑  (ru) « Народное ТВ. Начало » , sur Няръяна вындер,‎ 12 juillet 2018 (consulté le 22 avril 2025)
11. ↑  (ru) « Директора «Викимедиа РУ» Владимира Медейко сняли с поста » , sur RTVI,‎ 24 mai 2023 (consulté le 22 avril 2025)
12. ↑  (ru) « Директор российской «Википедии» уволился из-за «Свободной энциклопедии» » , sur РБК,‎ 24 mai 2023 (consulté le 22 avril 2025)